# 맷 듀셰인
매슈 "맷" 듀셰인(영어: Matthew "Matt" Duchene, 1991년 1월 16일~)은 캐나다의 아이스하키 선수로 포지션은 센터와 라이트윙이다. 현재 내셔널 하키 리그(NHL)의 내슈빌 프레더터스 소속으로 뛰고 있다. 2009년 NHL 드래프트에서 전체 3위로 콜로라도 애벌랜치의 지명을 받았으며, 2009년부터 2017년까지 콜로라도 소속으로 뛰었다. 이후 오타와 세너터스와 콜럼버스 블루재키츠를 거쳐 2019년에 내슈빌로 이적했다.
캐나다 국가대표팀의 일원으로 활약하여 2014년 동게 올림픽에서 금메달을 획득하였고, 세계 선수권 대회에 6회 참가하여 우승 2회, 준우승 1회를 달성했다. 또한 2016년 아이스하키 월드컵에도 참가하여 우승을 차지했다.